# Columbus Stars
Die Columbus Stars waren eine US-amerikanische Eishockeymannschaft in Columbus, Ohio. Das Team spielte in der Saison 2003/04 in der United Hockey League.

## Geschichte
Die Mannschaft wurde 2003 als Franchise der United Hockey League gegründet. Obwohl die Columbus Stars mit 19 Siegen bei 15 Niederlagen eine positive Bilanz aufwiesen, mussten sie bereits nach 34 Spieltagen in ihrer Premieren-Spielzeit, der Saison 2003/04, den Spielbetrieb  aus finanziellen Gründen einstellen. Mit einem Zuschauerdurchschnitt von nur 973 lag das Team deutlich unter dem ligaweiten Schnitt von ca. 3.000 Zuschauern pro Spiel. Dieser ging vor allem auf die übermächtige Konkurrenz durch die Columbus Blue Jackets aus der National Hockey League zurück. Hinzu kam die Tatsache, dass das Ohio Expo Center Coliseum mit einer Kapazität 5.676 Sitzen zu viel Miete kostete.    

## Saisonstatistik
Abkürzungen: GP = Spiele, W = Siege, L = Niederlagen, T = Unentschieden, OTL = Niederlagen nach Overtime SOL = Niederlagen nach Shootout, Pts = Punkte, GF = Erzielte Tore, GA = Gegentore, PIM = Strafminuten
| Saison  | GP | W  | L  | T | OTL | SOL | Pts | GF  | GA | Platz       | Playoffs           |
| 2003/04 | 34 | 19 | 11 | — | —   | 4   | 42  | 102 | 93 | 6., Eastern | nicht qualifiziert |

## Team-Rekorde

### Karriererekorde
Spiele: 34  Nick Bootland
Tore: 21  Nick Bootland
Assists: 26  Evan Cheverie
Punkte: 38  Nick Bootland
Strafminuten: 114  Chris Thompson